# 恋のUpside-Down
「恋のUpside-Down」（こいのアップサイド・ダウン）は、1991年6月26日に発売された浅香唯の20枚目のシングル。

## 解説
- 前作「Self Control」（1990年10月発売）の後に予定されていた新曲発売が、最初は1991年2月から、次に同年4月から、二度に渡って延期となり、結局8ヶ月振りの新曲発売となった。
- 前作に引き続き、鎌田ジョージが作曲を手掛け、また「C-Girl」「Melody」などを手掛けた森雪之丞が3年振りに作詞を担当している。
- 同年8月に発売されたオリジナル・アルバム『硝子の都』に2曲とも収録された。

## 収録曲
1. 恋のUpside-Down
作詞：森雪之丞／作曲・編曲：鎌田ジョージ
2. START IT ALL AGAIN
作詞：浅香唯／作曲：西木栄二／編曲：井上鑑

## 関連作品
- 恋のUpside-Down
  - 硝子の都
  - シングル・コレクション
  - ANNIVERSARY 2824 （ライブ・アルバム）
  - 浅香唯大全集 THE COMPLETE BOX
  - CRYSTALS 〜25th Anniversary Best〜
  - 浅香唯 30周年記念コンプリートBOX

- START IT ALL AGAIN
  - 硝子の都
  - 浅香唯大全集 THE COMPLETE BOX
  - 浅香唯 30周年記念コンプリートBOX